# 消失的爱人 (小说)
《消失的爱人》（英語：Gone Girl，又译作《控制》）是美国作家吉莉安·弗琳创作的一部长篇惊悚小说。此作品是弗琳的第三部长篇小说，于2012年6月由皇冠出版集團出版。小说讲述了主角尼克·邓恩卷入妻子艾米·邓恩的失踪案，以艾米和尼克各自的视角交替讲述案件经过。警方证据显示尼克涉嫌杀害妻子，而尼克则努力洗清自己身上的嫌疑。
作者弗琳在创作时意在探讨长期婚姻中双方的心理和情感变化，也涉及媒体偏见、经济萧条等话题。小说出版之后获得评论界的好评和消费者的青睐，迅速登上了《纽约时报》畅销书排行榜，连续八周位居精装小说排行榜冠军，同年11月已经在全球售出纸质版和电子版共200万册，成为弗琳作品中最畅销的一部。评论界普遍赞赏这部作品悬念迭起，情节引人入胜，书中的不可靠叙述也成为一大亮点。《消失的爱人》还被被改编成同名电影，由弗琳本人编剧，大卫·芬奇导演，本·阿弗莱克和罗莎曼德·派克主演，于2014年上映。

## 情节概要
小说一开始的场景设置在尼克·邓恩（Nick Dunne）和艾米·邓恩（Amy Dunne）的五周年结婚纪念日，艾米在当天突然失踪，故事就此展开。第一部分主要叙述了尼克和艾米的婚姻，在尼克和艾米两人的视角之间不断切换。尼克的视角介绍了当前的警方调查和两人关系的现状，艾米的视角则是以她的日记介绍两人关系的历史。艾米出身优渥，而尼克自工薪阶层一路打拼获得成功。两人在一次作家聚会上相遇，之后成为恋人。婚后夫妇二人曾生活甜蜜，但不久后相继失业，自纽约搬到了密苏里州乡下居住，以照顾尼克的病母，这段婚姻自此开始急转直下。艾米热爱纽约的都市生活，不愿居住在中西部乡村，开始怨恨尼克逼自己搬到这里；尼克责怪艾米痴迷于不切实际的幻想。两人关系日渐冷淡，艾米的日记中描述尼克不思进取、性格暴躁、喜怒无常，还曾威胁她的人身安全；尼克则认为艾米有反社会倾向，固执无理，而且过度追求完美几近病态。艾米失踪后，尼克成为案件最大的嫌疑人。各项证据都显示他可能杀害了自己的妻子，他也没有表现出痛苦或焦急，在得知艾米已经怀孕的消息之后没有任何激动的情绪，更加深了警方的怀疑。艾米在失踪前为尼克留下了一个解谜游戏，作为两人结婚纪念日的浪漫活动。尼克试图根据谜底揭露的地点找到妻子最后的活动线索，借以摆脱自己的嫌疑。
小说第二部分开始逐步揭露事件真相，读者会发现两位主角都隐瞒了部分信息，叙述的内容并不完全可靠。事实是，尼克对艾米不忠，在婚外还有一个情人；艾米并没有遇到危险，而是躲藏起来制造自己“死亡”的假象，企图陷害丈夫以报复他的出轨行为。艾米的日记和怀孕检查结果都是她的伪造，指向尼克的证据是她一手布置的，解谜游戏也是为了引诱尼克一步步踏入陷阱。她隐姓埋名，藏在另一座城市的一间汽车旅馆中。不料她在躲藏期间遭到抢劫，最终身无分文、走投无路，只得求助自己高中时期的前男友戴西·柯林斯（Desi Collings）。戴西将她接到自己的别墅中居住，照顾她的生活。戴西对艾米早有迷恋之情，如今已变成病态的占有欲。他将艾米软禁在家中，艾米也希望能逃离戴西的束缚。与此同时，尼克已经发现了艾米的阴谋，对她恨之入骨，但无法向警方和公众证明自己的清白。他于是雇用了律师坦纳·博尔特（Tanner Bolt）帮助自己洗脱罪名。坦纳专业为涉嫌杀妻案的嫌疑人辩护，曾成功帮助多名客户洗清嫌疑。在他的帮助下，尼克开始改变自己的公众形象。他登上了热门电视访谈节目，在节目中讲述与艾米的爱情，坦承自己的过错，假意向艾米道歉。这一举动转变了公众对他的敌意，观众开始相信他其实还爱着艾米，不可能杀害妻子。艾米看到节目后，也误以为尼克真心願意挽回自己。她诱惑戴西和自己发生性关系，趁机将他杀害，并布置成遭他强奸被迫自卫的假象。
小说第三部分中，艾米逃回家里，编造故事称自己遭到戴西绑架，被囚禁成为性奴隶。警方和公众相信了她的说辞，但尼克知道她在撒谎。艾米在确保尼克身上没有窃听器之后，向他坦白了全部的阴谋。尼克没有证据，无法向公众揭穿妻子的谎言，于是开始将这一故事写成回忆录，希望借此反击。艾米发现了他的计划，利用之前在医院保存的精液，怀上了尼克的孩子，并以抚养权为筹码要挟他删掉书稿。尼克最终屈服，两人得以继续这段婚姻生活。

## 主要角色
- 艾米·艾略特·邓恩（Amy Elliott Dunne）：主角，尼克·邓恩之妻。在纽约市长大，是家中的独女。父亲兰德·艾略特（Rand Elliott）和母亲玛丽贝思·艾略特（Marybeth Elliott）是著名儿童书作家，创作了以艾米为原型的畅销书。艾米一直生活富足，追求极致完美。她有哈佛大学心理学硕士学位，毕业后为杂志社撰写心理测试。[4]
- 尼克·邓恩（Nick Dunne）：主角，艾米·邓恩之夫。出身于工薪阶层家庭，有一个双胞胎妹妹玛戈，兄妹关系十分亲密。他们的父亲仇视女性，老年之后患上阿兹海默症；母亲也患有癌症。尼克自幼被视为家中的珍宝，受到父母的宠溺。成年后，他曾多次更换工作，最终在纽约成为一名记者。搬到密苏里州之后成为了一位专科学校教师，还和玛戈一起开了一间酒吧。[4]
- 玛戈·邓恩（Margo Dunne）：尼克的孪生妹妹，自幼和他关系亲密。两人共同开了一间酒吧。玛戈一直帮助尼克洗脱谋杀嫌疑，期间也曾怀疑过他可能犯下案件，但不曾放弃帮助他。[4]
- 吉姆·吉尔平（Jim Gilpin）、隆妲·邦妮（Rhonda Boney）：负责调查尼克的两位警探，一直怀疑尼克杀害了妻子。在艾米回到家中后，吉尔平放弃了调查，波尼相信了尼克的经历，和玛戈一同试图帮助他揭露真相。[4]
- 坦纳·博尔特（Tanner Bolt）：尼克的律师。博尔特专门从事杀妻案嫌疑人的刑事辩护，帮助众多客户摆脱罪名。[4]
- 安蒂·哈迪（Andie Hardy）：尼克的学生和情人。她年仅23岁，两人婚外情已有一年有余。[4]
- 戴西·柯林斯（Desi Collings）：艾米高中时期的前男友。他出身富贵，痴迷艾米已久。高中时期就曾骚扰过她，在艾米婚后还一直给她写信。[4]

## 创作

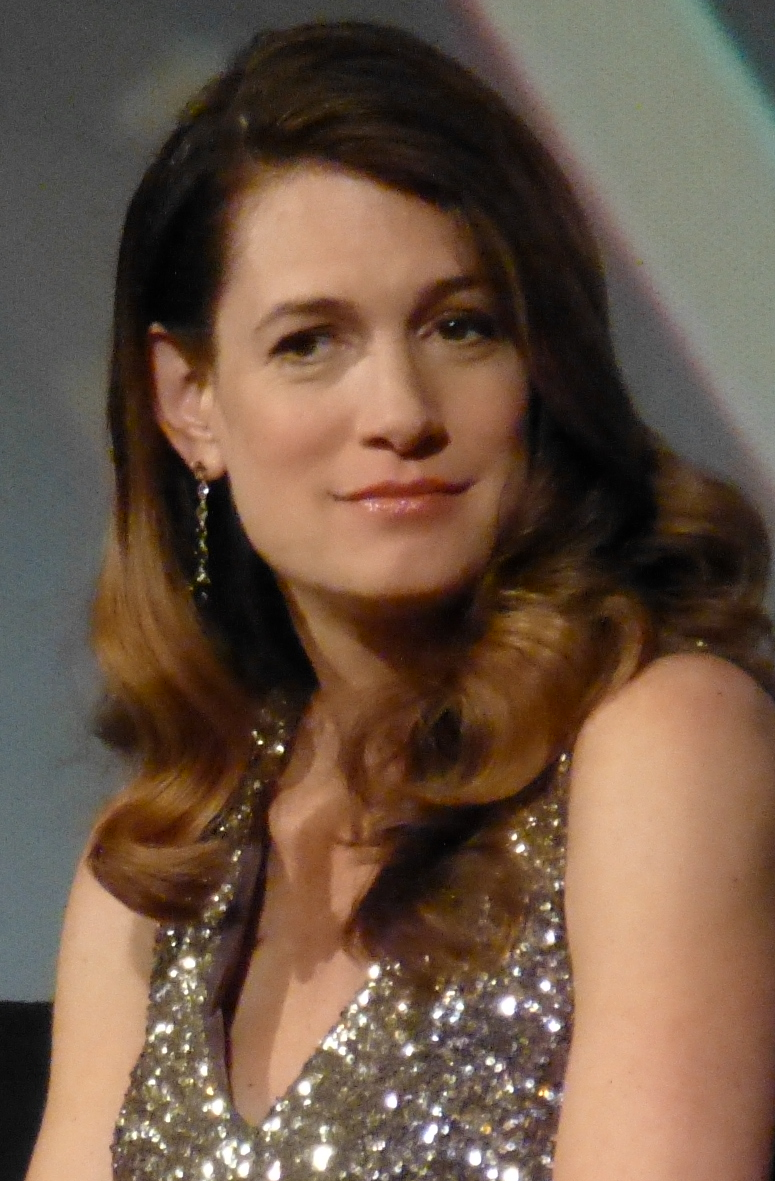
小说作者吉莉安·弗琳于2014年

吉莉安·弗琳曾是《娱乐周刊》的撰稿人，在这部作品之前还创作过《利器》和《暗处》两部长篇小说。这两部作品的主人公都身陷情感问题，难以与他人深入交往，弗琳借此探讨了人生的孤独。在《消失的爱人》中，弗琳反其道而行之，转而讲述长期感情关系中遇到的难题。她认为婚姻本身即是一道“终极谜题”，希望将这段婚姻描写成男女双方各执一词的对峙，其中夫妻双方的说法可能都不可信。
弗琳自称“内心中有一部分也算是个男人”，因此在书中能准确把握尼克·邓恩这一男性角色的心理。她还会在写作中寻求丈夫和男性朋友的帮助，以了解男性的思维方式。她还将自己的经历融入书中尼克·邓恩的角色。弗琳和邓恩都曾为流行文化杂志撰稿，也都曾在工作多年后失业。她称当时自己“已经计划好余生想要从事这项工作，最终却只能眼看机会被夺走”。弗琳最终把自己失业时的不安和焦虑写进了尼克的角色中。弗琳曾在一篇自传文章中坦承自己“不是个乖乖女”，称自己和很多女性一样，都有不为人知的“暴力”一面，因此才愿意在作品中创作邪恶、可怕的女性角色。这部小说中的女主角艾米·邓恩便是热衷操纵他人的疯狂女性。但她也强调艾米这一角色“只是虚构”，自己和艾米性格并不相同。她还表示在创作这一角色时并没有考虑是否会影响他人对自己的看法。弗琳在塑造艾米这一人物时还参考了蒂娜·菲在中探讨的“酷女孩”形象。
在这部小说的创作过程中，弗琳受到佐伊·海勒小说《丑闻笔记》和爱德华·阿尔比作品《誰害怕弗吉尼亞·伍爾芙？》的影响。她在小说中多次致敬了《誰害怕弗吉尼亞·伍爾芙？》，结尾部分也采用了类似这两部作品的风格。在小说结尾，弗琳也吸收了艾拉·莱文小说《罗斯玛丽的婴儿》的手法，称自己尤其喜欢这部作品“开始喜欢上恶魔”的结局。小说的一部分对白中还加入了1930年代电影台词的风格。

## 写作风格和主题
《消失的爱人》包含神秘、悬疑和罪案等风格。《读者文摘》称其“不只是一部罪案小说”，更是一部“大师级别的心理惊悚作品”，“精心塑造了两个复杂的人格”。《芝加哥论坛报》认为弗琳在创作中采用了惊悚小说的常见手法，例如塑造一位嫌疑人、逐渐揭开秘密、以紅鯡魚转移焦点等手法。但其评论还称这部小说“不止如此”，更有“层层解剖失败梦想的紧张感”。《纽约时报》评论称小说中“看似典型罪案小说中的阴谋”并非如表面一般，因其中的两位叙述人说法均不可靠，讲述的故事也并非事实。沙龙网站评论认为小说强化了罪案小说的特色，“将这一风格提升到新的标准”。弗琳本人称自己在创作过程中加入了神秘小说的手法，串联起小说的情感线索。
小说的主题主要是婚姻中的欺骗和不忠。在谈及小说主题时，弗琳表示自己希望能检视婚姻中的双方的谎言，称“婚姻就有点像是一个漫长的骗局”。她认为婚姻双方在恋爱时只会表现自己最美好的一面，同时婚姻却要求接受对方的一切优点和缺点，但很多缺点是在婚姻中逐渐相处了解才会渐渐暴露的。
小说中还曾提及女权主义。艾米在小说中谈及男性希望女性成为“酷女孩”，接受男性的各种行为。一些媒体认为艾米对这一问题的探讨淡化了她不讨喜的一面，表现了女性不愿屈从男性压力迎合男性价值观。但也有媒体认为小说表现了厌女的情感。弗琳本人认同女权主义，称艾米这一角色“务实而邪恶”，一反传统女性善良的刻板印象。她对此表示“女性也可以作恶人”。
一些评论还指出小说中对媒体的描写表现了当代媒体的偏见和谎言。小说中，媒体在审判之前已经将尼克塑造成“杀妻凶手”的形象。沙龙网站的评论认为，弗琳曾在媒体界工作，对其了解颇深。评论称小报和类似的电视节目习惯将“女性受难”和“丈夫杀妻”作为噱头，小说中对此描写深刻。《娱乐周刊》称以南希·格雷斯为代表的媒体习惯将丈夫预设为女性遇害案的第一嫌疑人，小说利用读者的这一心理营造了情节的突转。尤其是第一部分巧妙地讽刺了这一文化现象。《纽约每日新闻》也认为小说中揭露了媒体“迅速为丈夫定罪”的行为，讽刺媒体在妻子失踪后，不需任何尸体线索就立即推定丈夫是凶手。《旧金山纪事报》同样指出小说对社交媒体和真人秀电视节目的讽刺。
弗琳曾表示自己希望这部小说能准确捕捉到经济萧条对每个人和社区的影响，以及人们在这种环境下的绝望感。小说中的两位主角都在经济危机中失业，两人居住的城镇也因经济不景气而日渐荒芜，商场倒闭，民众失业。她称自己希望塑造萧条的气氛，“婚姻失去意义，城市失去意义，整个国家都失去意义”。

## 评论反响
《消失的爱人》出版后登上《纽约时报》畅销书排行榜榜首，连续八周位居精装小说排行榜冠军。在全国公共广播电台的精装小说畅销榜上连续26周夺冠。纽约时报文化专栏作者戴维·伊兹科夫（Dave Itzkoff）称这部小说为除《五十度灰》系列之外，2012年全年的另一大现象级文学作品。在出版第一年末，这部小说已经在全球售出纸质版和电子版共200万册，成为弗琳作品中最畅销的一部。
小说获得书评界的广泛好评。评论人多认为小说的悬念迭起、情节曲折，对其“不可靠叙事”的手法、人物心理塑造以及对婚姻的解读都评价甚高。《娱乐周刊》称其为“新颖而凶狠的惊悚小说”；《纽约客》认为弗琳“精心打造了”这部作品，尤其赞美了她对“一步步走向瓦解”的婚姻和“日渐衰落的中西部地区”的描写，还指出其结局“不同寻常”。《纽约时报》认为弗琳的手法类似派翠西亞·海史密斯，称她有着“亮眼的突破”，并认为小说“计谋多端、变幻莫测、层次精妙”，称其中角色“塑造完美”，让人望而生畏。《人物》杂志认为小说是一部“宜人的夏日读物”，挖掘了“人性中最污秽的角落”。
这部作品在普立茲小說獎和美國國家圖書獎等顶级文学奖项中缺席，引起部分书评人士的不满。沙龙网站的劳拉·米勒（Laura Miller）就对此表示失望，她认为这些奖项不颁发给《消失的爱人》是因为其风格属于神秘小说，而类似风格在顶级文学奖项中一贯不受重视。沙龙网站还将这部小说选为2012年“沙龙年度必读作品”之一。这部小说还获得百利女性小說獎提名。

## 改编和衍生作品

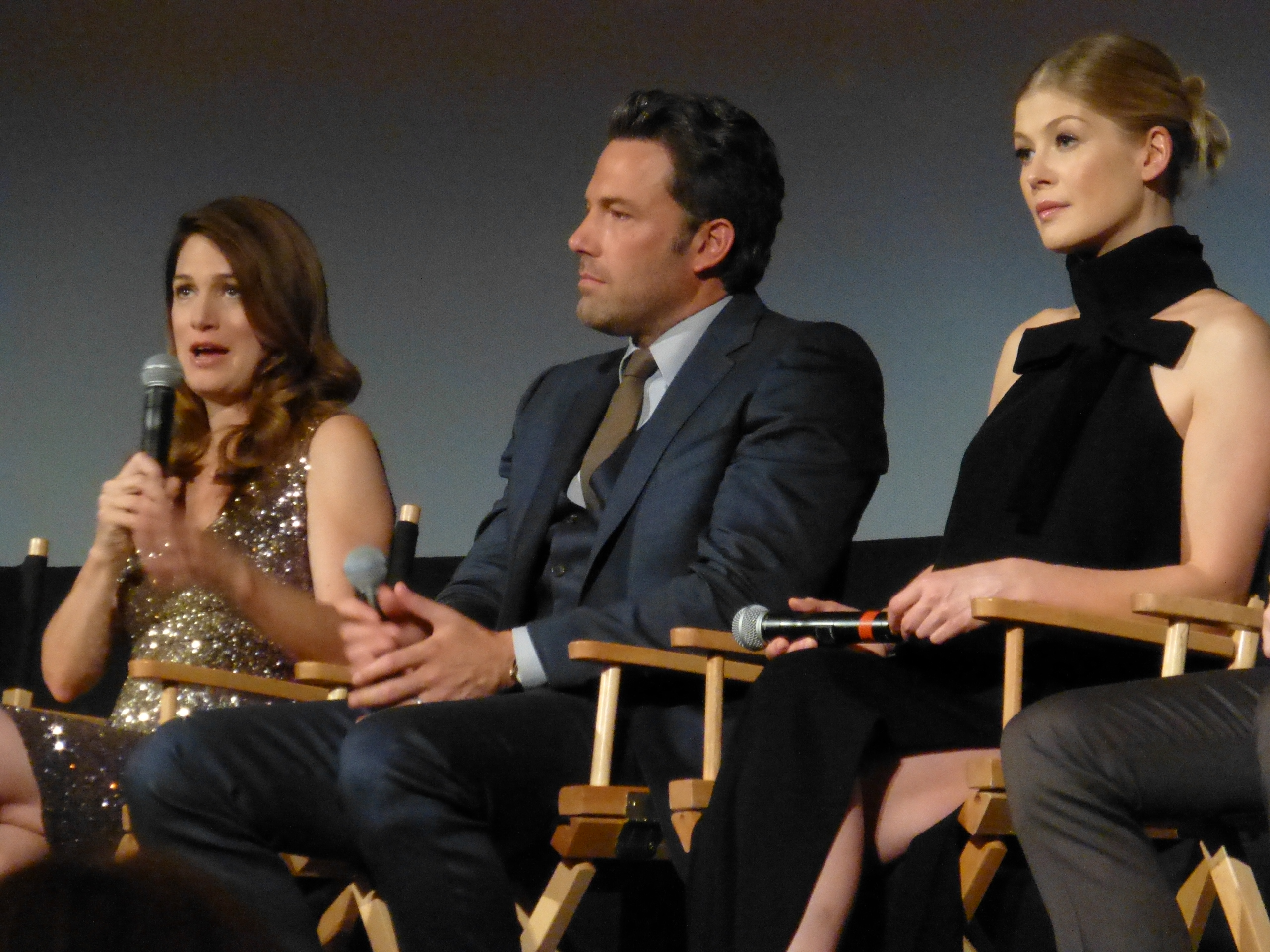
吉莉安·弗琳（左一）与《消失的爱人》电影主演本·阿弗莱克、罗莎曼德·派克共同出席影片在纽约电影节的首映礼

2012年7月，兰登书屋发行了《消失的爱人》有声书，由茱莉亞·韋倫朗读艾米·邓恩，科尔比·黑伯恩朗读尼克·邓恩。整部有声书时长19小时15分钟，收录在15张CD光盘中。
2012年，小说出版后，二十世纪福斯斥资150万美元购得其电影改编权。改编电影由瑞茜·威瑟斯彭、布鲁娜·帕潘德利亚和莱斯莉·迪克逊等人参与制作，弗琳本人负责编剧。威瑟斯彭称自己喜爱小说中的不同视角非线性叙事，尤其被作品中女主角的鲜明形象吸引，因此决定参与影片的制作。2013年，影片确认由大卫·芬奇导演，本·阿弗莱克和罗莎曼德·派克分别饰演男女主角尼克和艾米。影片于2014年10月3日上映，上映后获得总体好评，在全球收获逾3.6亿美元票房。罗莎曼德·派克凭借在片中表演获第87届奥斯卡奖最佳女主角提名，影片还获得金球奖、英国电影学院奖和评论家选择奖等其他多个奖项或提名。